# Kötter Werft

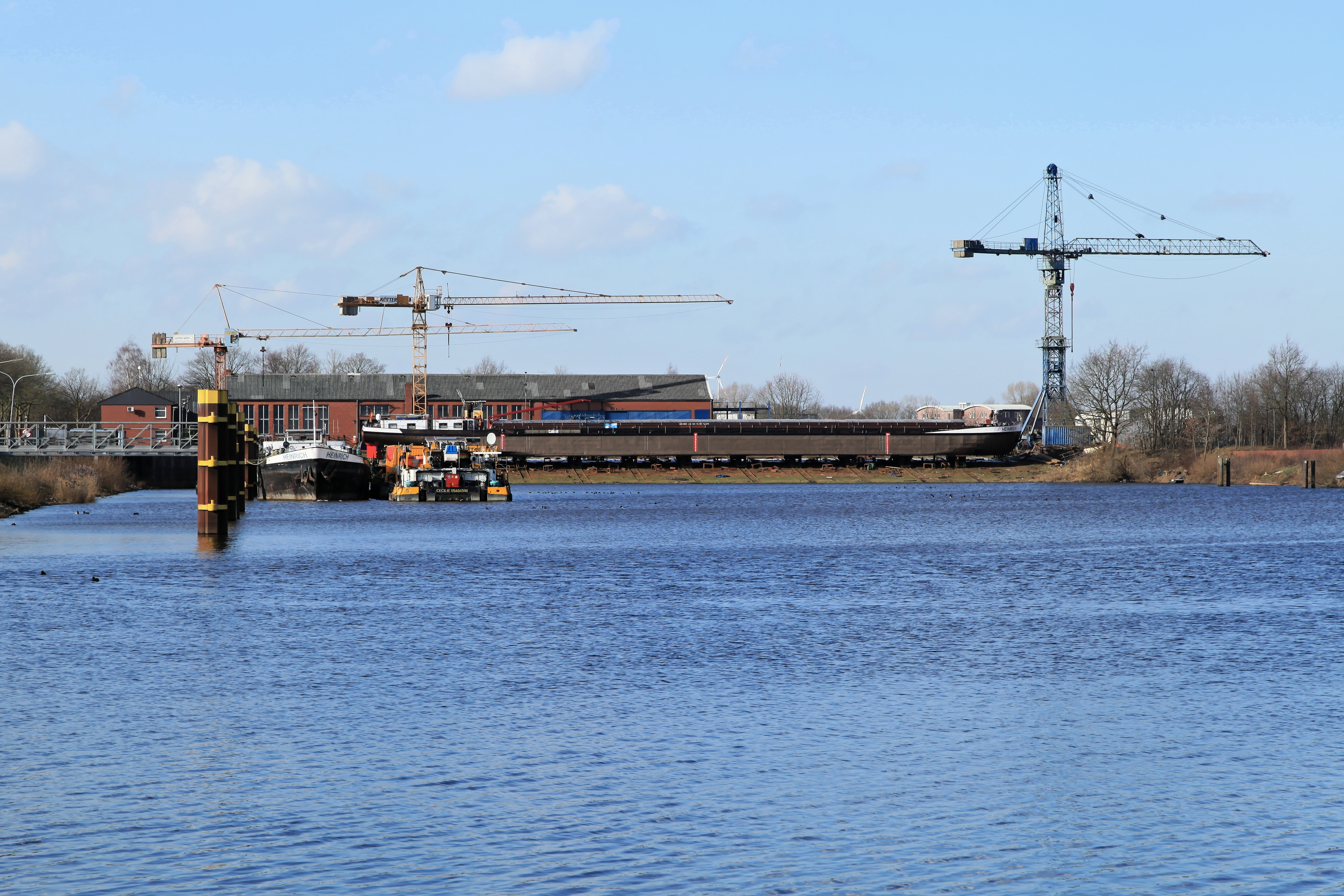
Die Kötter-Werft

Die Kötter Werft GmbH ist eine familiengeführte Werft mit Sitz in Haren (Ems). Die Schwerpunkte des Betriebes liegen vor allem auf Schiffsreparaturen und der Instandhaltung, insbesondere von Binnenschiffen und Kleinfahrzeugen. Des Weiteren werden auch Neubauten von kleinen See- und Binnenfahrzeugen angeboten. Die Werft verfügt über Schiffbau- und Reparaturhallen sowie über zwei Slipanlagen für Schiffe bis zu 110 Metern Länge und 12 Metern Breite.

## Geschichte
Das Unternehmen wurde 1919 von Rudolf Kötter am alten Hafen von Haren gegründet und widmete sich zunächst vorwiegend dem Bau und der Reparatur von hölzernen Schiffen und Pünten. Neben dem Werftbetrieb mit etwa zehn Schiffszimmerleuten wurde auch ein Sägewerk mit weiteren fünf Arbeitern betrieben. 1922 übernahmen die beiden Söhne Hermann und Bernhard den Schiffbaubetrieb, der danach als Gebr. Kötter Schiffswerft firmierte.

Nach dem Zweiten Weltkrieg traten der Kaufmann Adolf Kötter und der Schiffsbaumeister Bernhard Kötter in das Schiffbauunternehmen ein und man begann mit der Umstellung auf den vorherrschenden Stahlschiffbau und der Errichtung einer Schmiede. Bis Ende der 1950er Jahre führte das Unternehmen vornehmlich Reparaturen und Umbauten von stählernen Binnenschiffen sowie Motorisierungen vorhandener Fahrzeuge durch.

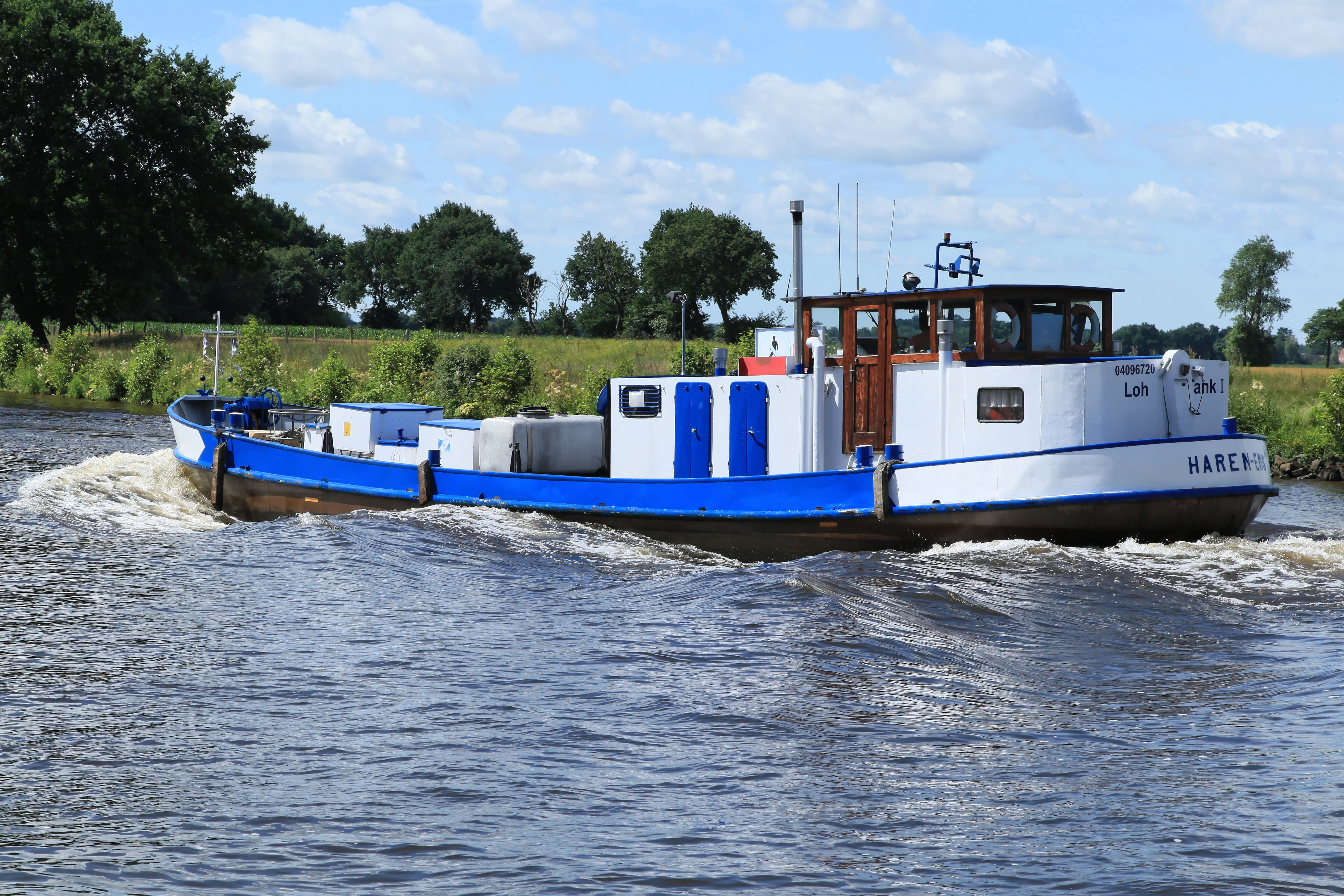
Die Loh-Tank I, ex Esso Haren

Im Jahr 1959 zog die Werft in den neuen Harener Hafen und richtete dort neue Schiffbauhallen und Slipanlagen ein. Beginnend mit dem 1960 abgelieferten Bunkerboot Esso Haren entstanden auf dem neuen Werftbetrieb erstmals stählerne Schiffsneubauten, während die Schiffsreparaturen weitergeführt wurden.

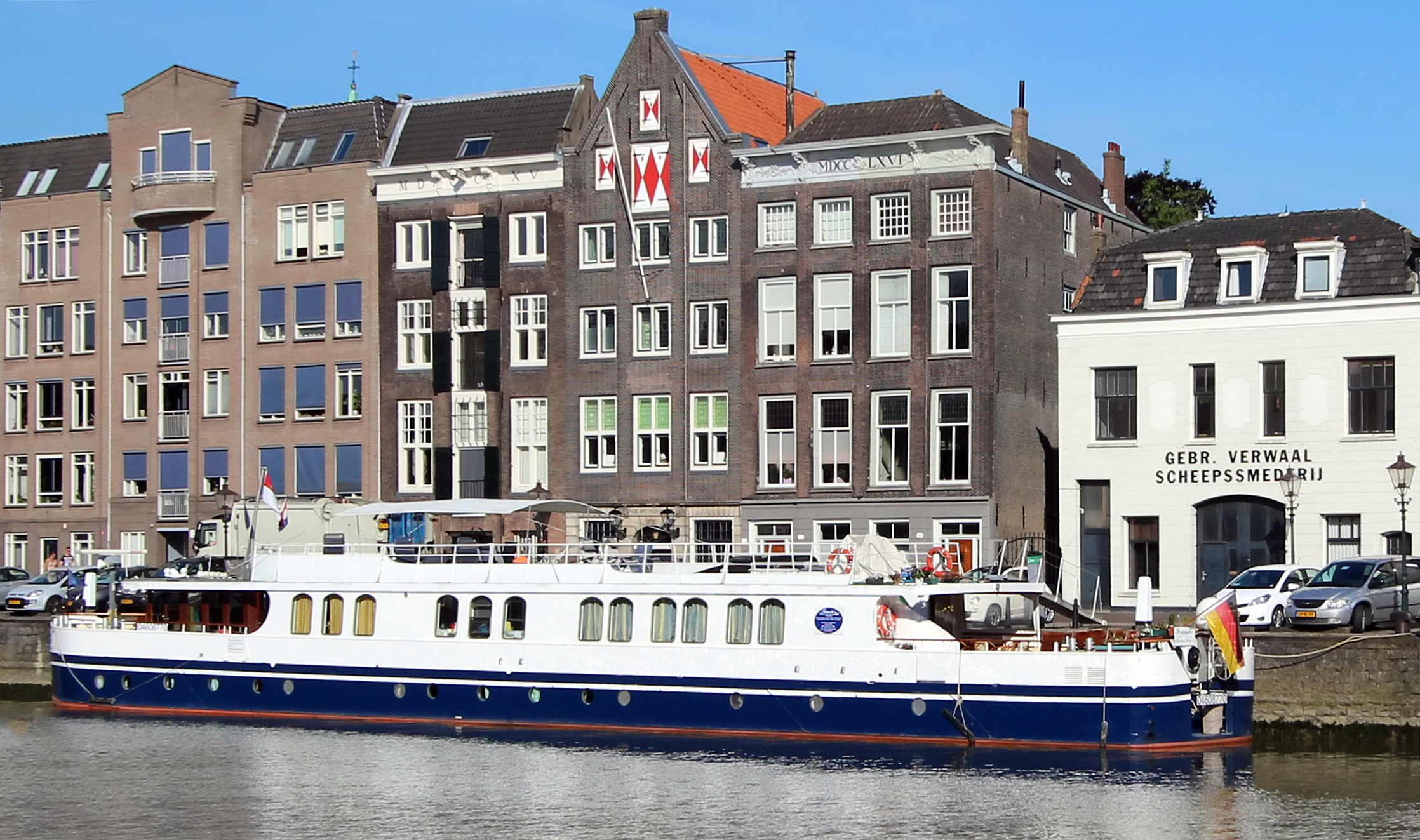
Das Flusskreuzfahrtschiff Serenité

1966 wurde das erste Seeschiff, das Küstenmotorschiff Stephan, fertiggestellt. In den 1970er Jahren folgten zahlreiche auch größere Neubauten wie die Fluss-Seeschiffe der Cargo-Liner-Klasse und die nochmals größeren Einheiten Ems-Liner und Ems-Tal. Man behielt den Schwerpunkt aber weiter auf Binnenschiffen und Reparaturen. 1996 wurde mit der Evert Prahm das letzte seegängige Schiff abgeliefert. Im Jahr 2001 wurden das erste Flusskreuzfahrtschiff, die Serenité, und 2007 der Futura-Tanker Till Deymann abgeliefert.
Der Werftbetrieb hat eine Belegschaft von etwa 25 Beschäftigten.